# Connor Paolo
Connor Paolo (født 11. juli 1990 i New Yotk, USA) er en amerikansk skuespiller, som er mest kendt for sin rolle i serien Gossip girl, hvor han spiller Eric Van Der Woodsen.

## Filmeografi
| År   | Titel              | Rolle             | Noter                                                                 |
| ---- | ------------------ | ----------------- | --------------------------------------------------------------------- |
| 2003 | Mystic River       | Young Sean Devine |                                                                       |
| 2004 | Alexander          | Ung Alexander     |                                                                       |
| 2006 | World Trade Center | Steven McLoughlin | Nomineret—Best Performance in a Feature Film – Supporting Young Actor |
| 2007 | Snow Angels        | Warren Hardesky   |                                                                       |
| 2008 | Favorite Son       | Ross              |                                                                       |
| 2009 | Winning Season     | Damon             |                                                                       |
| 2010 | Camp Hope          | Jack              |                                                                       |
| 2010 | Stake Land         | Martin            |                                                                       |

| År        | Titel                             | Rolle                | Noter                                                            |
| --------- | --------------------------------- | -------------------- | ---------------------------------------------------------------- |
| 2002      | Law & Order: Special Victims Unit | Zachary Connor       | Episode: "Juvenile"                                              |
| 2004      | One Life to Live                  | Travis O'Connell     | 16 episoder                                                      |
| 2006      | Law & Order: Special Victims Unit | Teddy Winnock        | Episode: "Web"                                                   |
| 2007–2012 | Gossip Girl                       | Eric van der Woodsen | Gennemgående (sæson 1–4); gæsteoptrædende (sæson 6); 53 episoder |
| 2010      | Mercy                             | Everett Cone         | Episode: "I Did Kill You, Didn't I?"                             |
| 2011–2013 | Revenge                           | Declan Porter        | Hovedperson (sæson 1–2); 42 episoder                             |

| År   | Titel | Rolle | Noter      |
| ---- | ----- | ----- | ---------- |
| 2006 | Bully | Tom   | Kun stemme |